# Blumberg (Ahrensfelde)
Blumberg (alte Schreibweisen: Blomenb-, Plumb-, Blomb-, Blumenb-) ist ein Ortsteil der Gemeinde Ahrensfelde, nordöstlich von Berlin gelegen. Er liegt an der Bundesstraße 158 und am Berliner Ring. Der Ort hat etwa 2500 Einwohner.

## Geografie

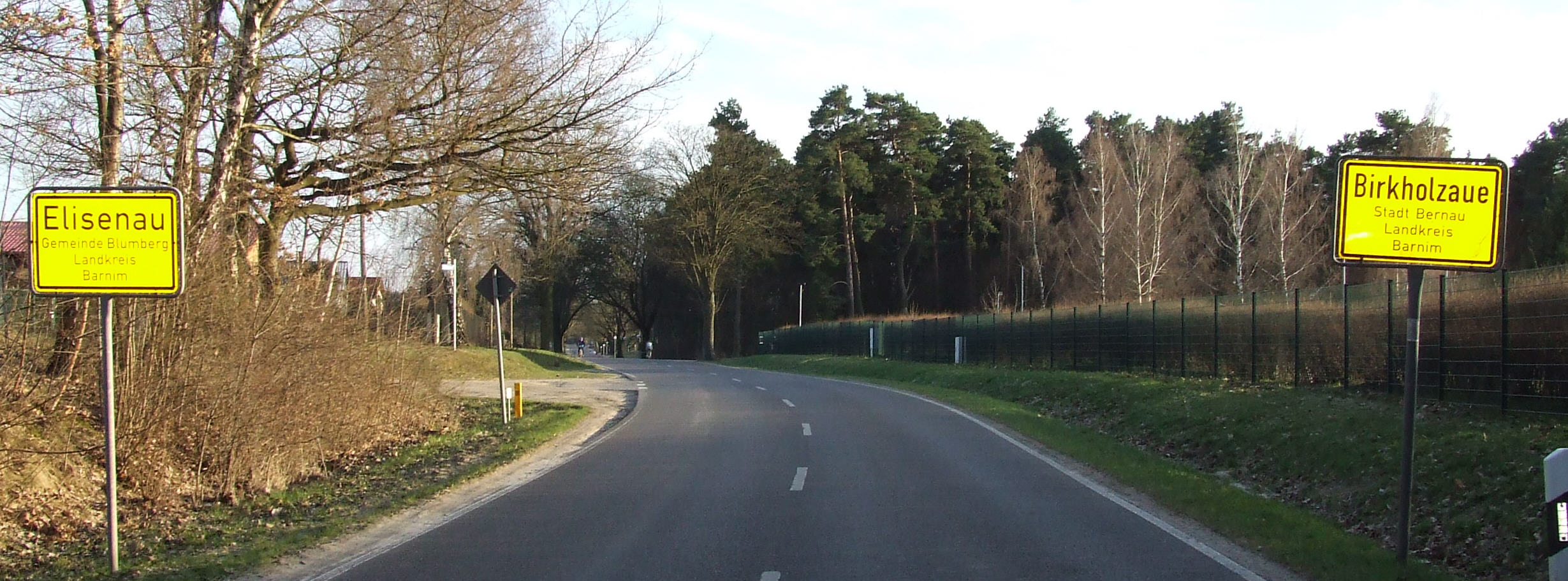
Kuriosum: Linke Straßenseite – Blumberg/Elisenau, rechte Straßenseite – Bernau/Birkholzaue

Die Ortschaft Blumberg besteht aus folgenden Gemeindeteilen und Wohnplätzen:
- Blumberg (Dorf)
- Gut Blumberg
- Elisenau
- Schlossparksiedlung
- Rehhahnsiedlung

## Geschichte

Blumberg im Hochstift Brandenburg

Blumberg war seit etwa 1237 bis zur Mitte des 16. Jahrhunderts zunächst als Tafelgut Teil des Hochstifts Brandenburg, des Reichsfürstentums der Bischöfe des Bistums Brandenburg. Es sollte im Verlauf der weiteren Besiedlung städtische Funktionen übernehmen. Darauf verweist die Bezeichnung Oppidum in alten Urkunden, daraus wird bald oppidulo, eine Verkleinerungsform von oppidum. Der Ortsname taucht 1253 zum ersten Mal in einer der Urkunden zur Stadt Frankfurt (Oder) auf. In dieser Urkunde wird ein Theodericus von Blumenberch genannt, der als Bevollmächtigter der Brandenburger wohl mit der Besiedlung des Blumberger Tafelguts beauftragt war. Im Zusammenhang mit der Ermordung des Propstes Nicolaus von Bernau und der damit verbundenen Prozessvorbereitungen traten 1326 ein namentlich nicht genannter Pfarrer von Blumberg, der Pfarrer von Altlandsberg und der Propst von Friedland in Aktion. Sie überbrachten die Vorladungsschreiben an Bischof Marquard von Ratzeburg, der vom Papst Johannes XXII. beauftragt wurde den Prozess durchzuführen.
Schon 1375 gab es eine Windmühle, die Abgaben in Höhe von 1 Schock und 10 Groschen leisten musste, der letzte bekannte Standort einer Bockwindmühle war nordwestlich vom Ort am heutigen Bahnhof.
Die ursprüngliche Windmühle von 1375 ist nicht mehr vorhanden. Wetterunbilden und kriegerische Auseinandersetzungen setzten diesem Bauwerk oft zu. Die Mühle wurde aber angeblich immer wieder an gleicher Stelle errichtet. Blumberg gehörte 1459 zur Probstei Berlin.
Der Ort blieb bis ins 16. Jahrhundert im Besitz der Bischöfe von Brandenburg. Noch vor der Einführung der Reformation in Brandenburg und der damit drohenden Säkularisation ihres Besitzes in Blumberg veräußerten sie ihn. Blumberg kam in den Besitz des Kurfürsten, der ihn jedoch sehr bald an Hans von Krummensee weiterverkaufte. Hans von Krummensee verkaufte 1602 den Ort allerdings schon wieder an den kurfürstlich-brandenburgischen Kanzler Hans von Löben, der dort ein Jahr später ein Schloss erbaute. Hans von Löben war mit Margaretha von Winterfeld verheiratet. Die Tochter Anna (Elisabeth) heiratete 1628 den kurbrandenburgischer Oberstleutnant, ersten Kammerjunker, Johanniter-Ordensritter und Komtur von Lagow, Conrad von Burgsdorf. Der Ort litt sehr unter dem Dreißigjährigen Krieg; bis 1644 wird Blumberg noch in allen Lehnbriefen als niederdeutsch „stedeken“, „stetlein“, „stediken“ oder „Städtlein“ genannt, später nur noch als „flegken“ oder „Lehn- und Rittergut“. Seine weitere Entwicklung als Stadt war damit abgebrochen bzw. verhindert. Urkundlich nachgewiesen sind Wälle und Fundamente eines Berliner und Bernauer Tores. Für Blumberg meldet der Landreiter im Jahr 1652 nur noch 17 Bauern mit 9 Knechten und 2 Söhnen, 12 Kossäten und den Pfarrer. Ab 1654 verwaltete die Witwe des Kanzlers und von 1667 bis 1681 ihre Tochter Anna Elisabeth von Burgsdorff den Ort. Ihre Bilder sind in der Kirche zu sehen. 1681 vererbte Anna Elisabeth unter Umgehung ihrer Tochter Margarethe Catharina, die sich von ihrem zweiten Ehemann scheiden ließ und einen französischen Baron heiratete, den Ort an ihren Enkel, den bekannten Diplomaten und Dichter Friedrich Freiherr von Canitz. Teile des Ortes und das Schloss wurden am 21. März 1695 Opfer eines Großbrandes, die Kirche blieb unbeschädigt, nicht jedoch das daneben stehende Pfarrhaus.
Johannis Müncheberg (* 2. Januar 1676; † unbekannt), Sohn des Müllers Johannis (Hans) Müncheberg (* 1634; † 27. August 1721), kaufte 1699 mit 23 Jahren die Mühle in Blumberg. Sein Vater war Pachtmüller in einer Bockwindmühle im Nachbarort Werneuchen. Im August gleichen Jahres verstarb Freiherr von Canitz, sein einziger Sohn nur sechs Wochen später. Erbe wurde der Stiefbruder seiner ersten Gemahlin, Philipp Ludwig Freiherr von Canstein. Dieser fiel 1708 im Spanischen Erbfolgekrieg und seine Witwe und Erbin, Ehrengard Maria geb. von der Schulenburg, ließ in der Dorfkirche ihm zu Ehren ein kunstvolles Epitaph anbringen. 1718 ging die Bockwindmühle in Privatbesitz über, da Ehrengard sie verkaufte. Vorher gehörte die Mühle den kirchlichen Herren in Brandenburg und in späteren Jahren zum Rittergut Blumberg. Über Generationen bis ca. 1818 war die Mühle dann im Besitz der Müllerfamilie Wilhelm Heinrich Juert.
Ehrengard Maria heiratete bald darauf in dritter Ehe Busso von Hagen und Frau General-Feldt-Marschall-Lieutenantin von Hagen war für vierzig Jahre Besitzerin von Blumberg, Eiche und Hellersdorf. Sie erwies sich als große Wohltäterin und begründete in Blumberg das Prediger-Witwenhaus und eine Kirchenbibliothek. In ihrer Zeit bekam die Blumberger Kirche eine Orgel und 1724 wurde an der Südseite ein Anbau mit Patronatsloge angefügt. 1748 starb sie im Alter von 83 Jahren, sehenswert ist ihr lebensgroßes Porträt, das 1730 von Emanuel Dubuisson in Öl auf Kupfer gemalt wurde.
Da Ehrengard Maria von Hagen keine Nachkommen hinterließ, wurden die Besitzungen unter den Söhnen ihres Bruders aufgeteilt. Friedrich Wilhelm von der Schulenburg erhielt Blumberg, Carl von der Schulenburg Eiche und Hellersdorf. Im Siebenjährigen Krieg wurde Blumberg 1760, wie viele Dörfer der Umgebung, von russischen Truppen geplündert. „Die Bewohner wurden drangsaliert und wertvolle Kirchengegenstände gestohlen.“ 1762 erbaute Johann Ehling die letzte Blumberger Bockwindmühle die noch einmal 1861 umgebaut wurde. Alexander Friedrich Georg von der Schulenburg folgte 1764 dem Vater als einziger Sohn, er ließ Straßenbäume pflanzen und Schonungen anlegen. 1767 starben 13 Menschen, vorwiegend Kinder, an den Pocken. 1769 verfügte Freiherr von der Schulenburg, „dass niemand seiner Untertanen befugt sei auf der Heerstraße nach Berlin oder Seefeld zu fahren. Des Weiteren, wer sich an den angepflanzten Bäumen vergreife bzw. deren Stützpfähle stehle, der solle mit einer Geldstrafe oder achtstündigem Einsperren in den Spanischen Mantel oder dem Tragen der Schandgeige bestraft werden.“ Der einzige Sohn, Alexander Christian Carl Albrecht, seit 1790 im Besitz von Blumberg, verkaufte 1805 seine sämtlichen Güter an den Präsidenten und Ritterschaftsdirektor Carl Friedrich von Goldbeck, der auch Eiche und Mehrow in seinen Besitz brachte. Das Grabmal seines Vaters Heinrich Julius von Goldbeck und seiner Mutter ist in der Dorfkirche als Sehenswürdigkeit erhalten geblieben.

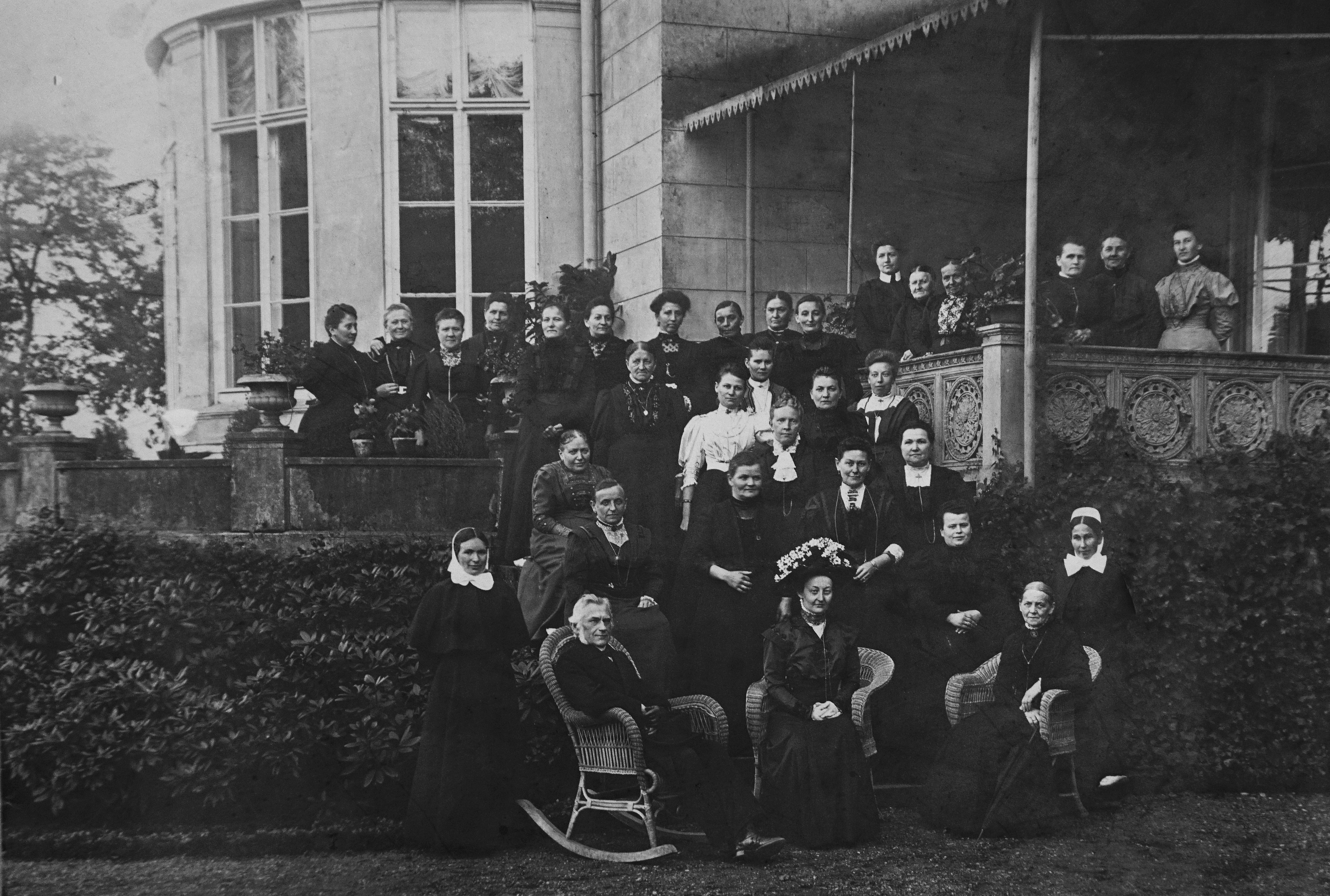
Gruppenfoto der Gründungsgemeinschaft Frauenhilfe-Blumberg von 1903 vor dem Schloss in Blumberg mit Gräfin von Arnim 1. Reihe (mit Hut).

Kurz zuvor, im Jahr 1801, wurde der erste Abschnitt (bis Werneuchen) der Berlin-Stettiner Chaussee eröffnet. Es wurden Chausseegebühren erhoben (Vorgänger der Maut) und dafür das noch erhaltene Blumberger Chausseehaus errichtet, es ist eines der wenigen Beispiele von Chausseehäusern der ersten Generation (1794–1806). „1812 erhielten 17 Blumberger Bauern den Hof bzw. Land gegen eine Geldentschädigung bzw. ein jährliches Dienstgeld zu vollem Eigentum, sie können seitdem frei und wirtschaftlich selbständig handeln.“ 1813 wurde Otto von Arnim-Suckow als erster deutscher Kriegsfreiwilliger durch einen Posten der französischen Truppen am Ortseingang von Blumberg erschossen. Das 1913 eingeweihte Denkmal im Schlosspark erinnert daran. 1823 ließ von Goldbeck das Vorwerk Elisenau einrichten, das nach seiner Tochter Elise benannt wurde. 1836 erwarb Graf Friedrich Ludwig von Arnim (Boitzenburger Linie) für 146.000 Taler den Ort. Er ließ das Vorgängerschloss nach den Plänen Karl Friedrich Schinkels oder eher Friedrich August Stülers umbauen, ebenso ließ er den aus dem 17. Jahrhundert stammenden barocken Park nach Plänen Peter Joseph Lennés umgestalten. Das Schloss wurde zuletzt um 1910 im englischen Landhausstil umgebaut.

Karte von Blumberg mit der umgebenden Feldmark (1820)

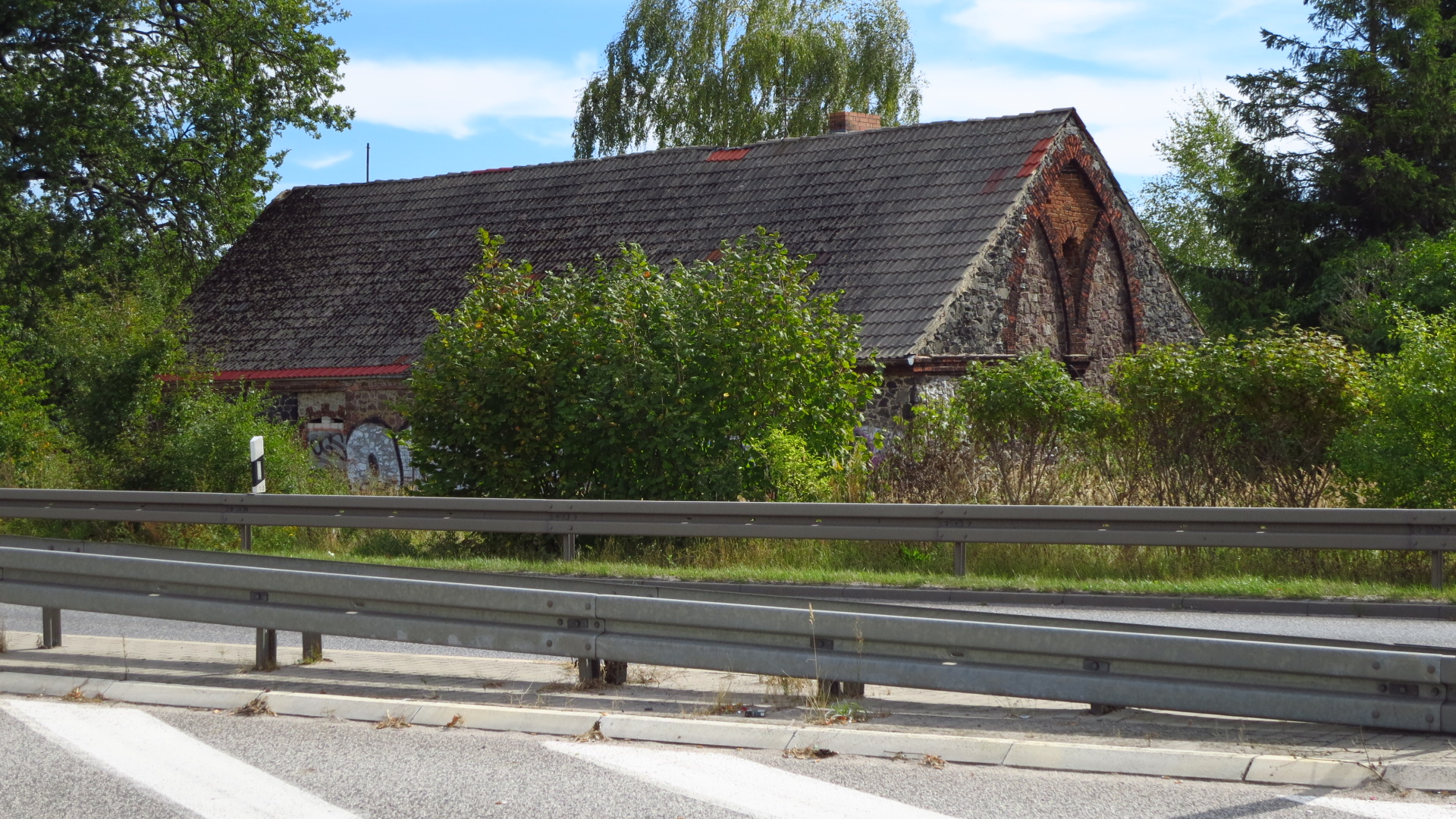
Chausseehaus Blumberg, erbaut um 1801 aus Feldsteinen

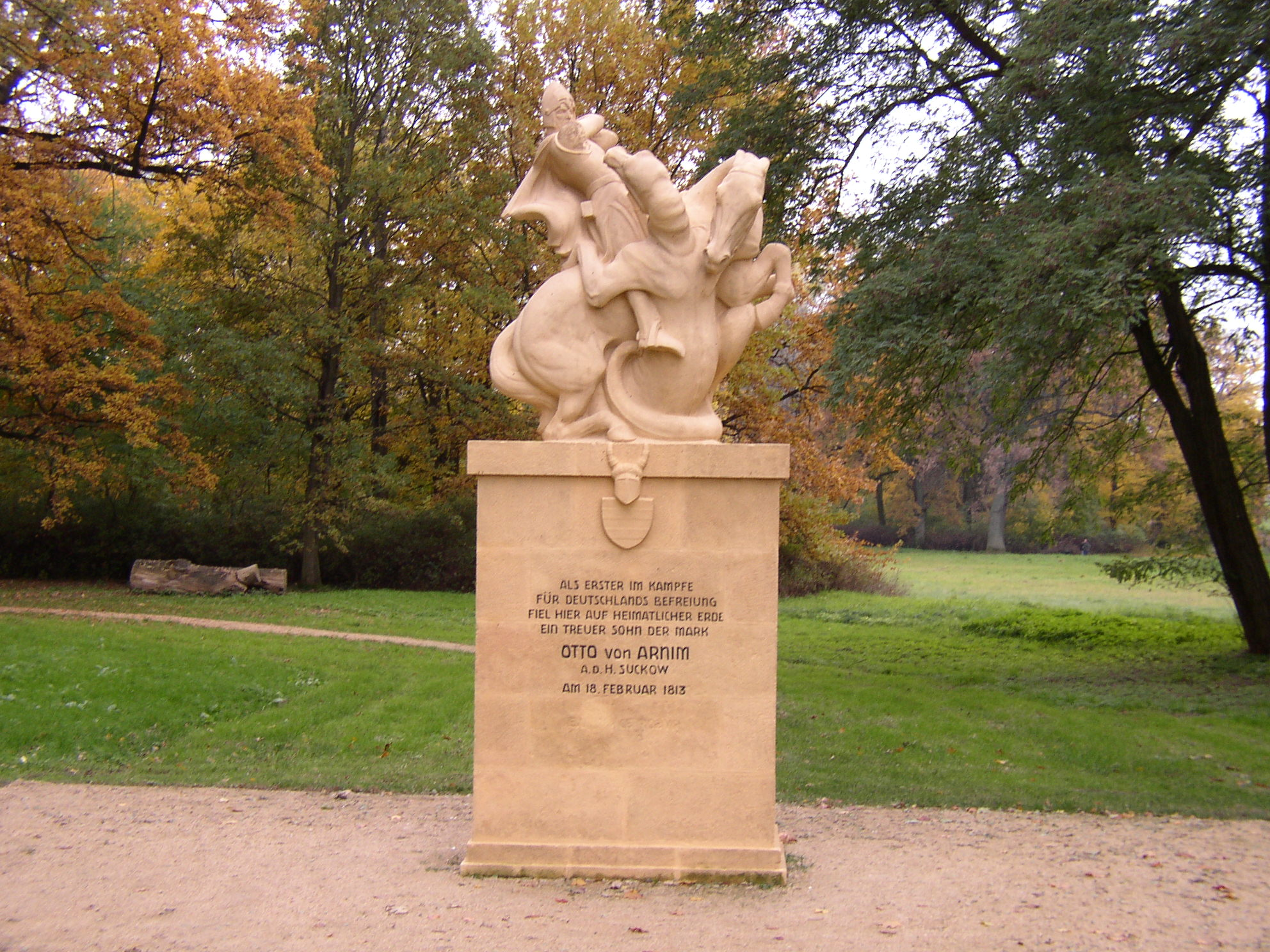
Denkmal für Otto von Arnim

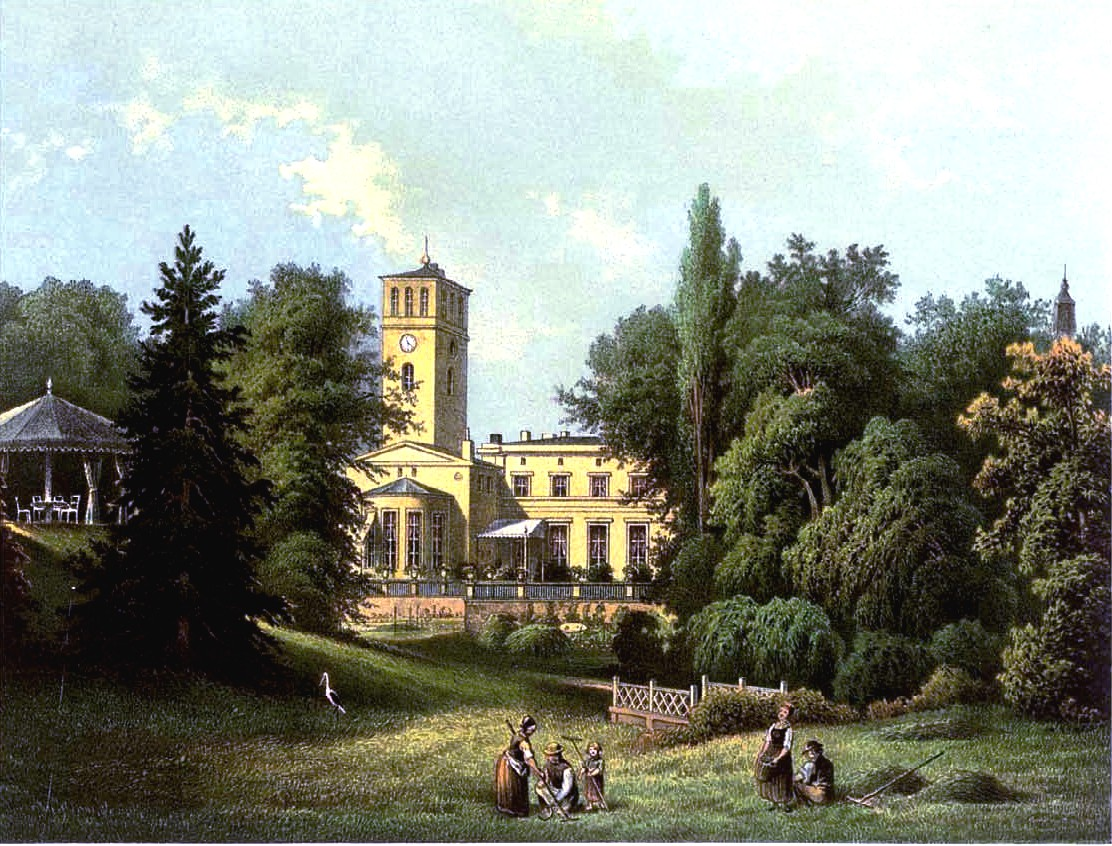
Schloss Blumberg um 1860, Sammlung Duncker

Am 2. Oktober 1874 werden beim Nachweis der Standesamtsbezirke im Amtsblatt Potsdam die Standesbeamten Amtsvorsteher Amtmann Lehmann und sein Stellvertreter Hiller genannt.
1878 erhielt Blumberg ein Postamt mit direkter Telefonverbindung nach Bernau und Werneuchen. 1895 begann der Bau der Bahnlinie von Lichtenberg nach Wriezen unter dem Namen Wriezener Bahn; die Strecke war bereits 1898 fertiggestellt. Bis zum Bahnanschluss verkehrte von Blumberg ein Pferde-Omnibus zum Königstor (Berlin) der morgens die Hin- und abends eine Rückfahrt ermöglichte. 1901 wurde die Freiwillige Feuerwehr Blumberg gegründet. Im Jahre 1903 entstand die Frauenhilfe-Blumberg mit Gräfin von Arnim an der Spitze. 1904 wurde der Revierförster Hugo Strempel von einem Wilderer aus Berlin erschossen. Ein Stein im Rehhahn erinnert an ihn. Im Jahr 1910 stiegen Einbrecher in die Blumberger Kirche ein und raubten u. a. im Grabgewölbe die Särge der Familie von Arnim aus. Die Räuber wurden zu fünf Jahren Zuchthaus bzw. vier Jahren Gefängnis verurteilt. 1913 wurde der Umbau des Schlosses abgeschlossen, dem der markante Turm zum Opfer fiel. 1927 wurde im Blumberger Schloss und Park unter der Regie von Richard Eichberg der Film „Die Leibeigenen“ gedreht mit Heinrich George. 1931 starb Adolf Graf von Arnim, der letzte Blumberger Rittergutsbesitzer. Das Gut wurde kurz darauf an die Gemeinnützige Siedlungs- und Treuhandgesellschaft verkauft und im Folgejahr in der Matrikel der Rittergüter des Kreises Niederbarnim gelöscht.
Im Jahr 1935 kam das Schloss und sein Parkgelände in den Besitz der Nationalsozialisten. Es diente bis 1944 dem NSV-Reichsseminar, wurde dann von der Wehrmacht genutzt, was schließlich nach dem Einzug der Roten Armee am 20./21. April 1945 sein Ende bedeutete. Es wurde zerstört und die Ruinen später abgerissen. Der letzte bekannte Müllermeister des Ortes war Rudolf Roolf, der 1944 in der Kleine Bahnhofstraße 14 wohnte. Im Winter 1946/47 wurde die Bockwindmühle abgetragen und eingeebnet.
Im Sommer des Jahres 1958 wütete ein Wirbelsturm in Blumberg, der Hochspannungsmasten knickte, Dächer von Feldscheunen bis zu 100 Meter weit schleuderte und viele der alten Eichen am Hauptweg des Schlossparks beschädigte und umwarf.
Im Juni 1961 beschloss der Senat der Humboldt-Universität nach langen Diskussionen deren Verlagerung in eine zu gründende Universitätsstadt in Blumberg, da das Platzangebot in der Innenstadt vor allem aufgrund umfangreicher Kriegsschäden nicht mehr ausreichend war. Bis 1966 sollten Teile der Naturwissenschaften und die Landwirtschaftliche Fakultät in die neue Satellitenstadt umziehen, zwischen 1966 und 1980 der Rest der Naturwissenschaften sowie die Medizin und erst ab 1996 die Geisteswissenschaften folgen. Letztere hatten sich besonders vehement gegen die Umzugspläne gewehrt. Damit sollte in Berlin die Idee einer Campus-Universität verwirklicht werden. Nach dem Mauerbau im August 1961 wurde das Blumberg-Projekt fallen gelassen, da wiederum die sichtbare Besetzung der Berliner Mitte durch repräsentative Institutionen politische Priorität hatte. 1963 schließlich wurde das Projekt aufgrund der offensichtlichen Finanzierungsprobleme in eine ungewisse Zukunft verschoben und wenig später gänzlich zu den Akten gelegt.
Am 26. Oktober 2003 wurde Blumberg in die neue Gemeinde Ahrensfelde-Blumberg eingegliedert, die am 1. Oktober 2004 in Ahrensfelde umbenannt wurde.

## Wappen
Beschreibung: Das Wappen ist mit einem silbernen Faden in Grün und Rot geteilt. Oben wachsen vier goldene Blumen aus dem zum Berg gewölbten Schildfuß. Im Schildfuß liegen zwei gekreuzte silberne Schlüssel mit einer Vierpassreite, deren Bärte mit Kreuzeinschnitt nach rechts zeigen.
Symbolik: Die vier Blumen versinnbildlichen den Namen des Ortes und stehen stellvertretend für die Ortsteile Dorf, Gut, Elisenau und Schlossparksiedlung. Die beiden Schlüssel, als Petrusschlüssel Zeichen des Bistums Brandenburg, verweisen auf die Geschichte Blumbergs als Bistumsbesitz.
Blumberg führt das von dem Erfurter Heraldiker Frank Diemar gestaltet Wappen erst seit 2006. Es ist im „Stufensaal“ des Ortes zu sehen.

## Kultur und Sehenswürdigkeiten

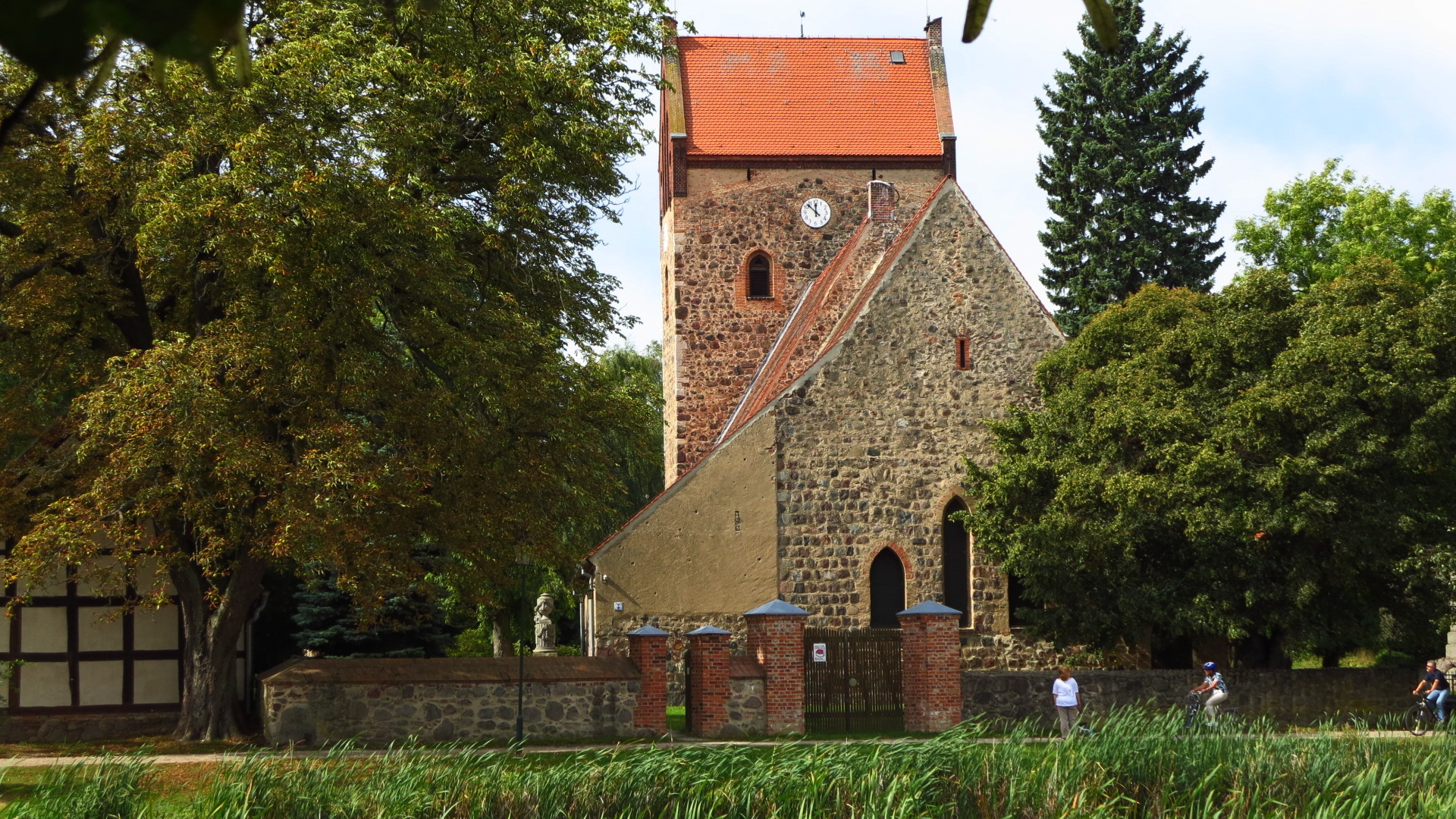
Dorfkirche Blumberg (Ahrensfelde) aus dem 13. Jahrhundert

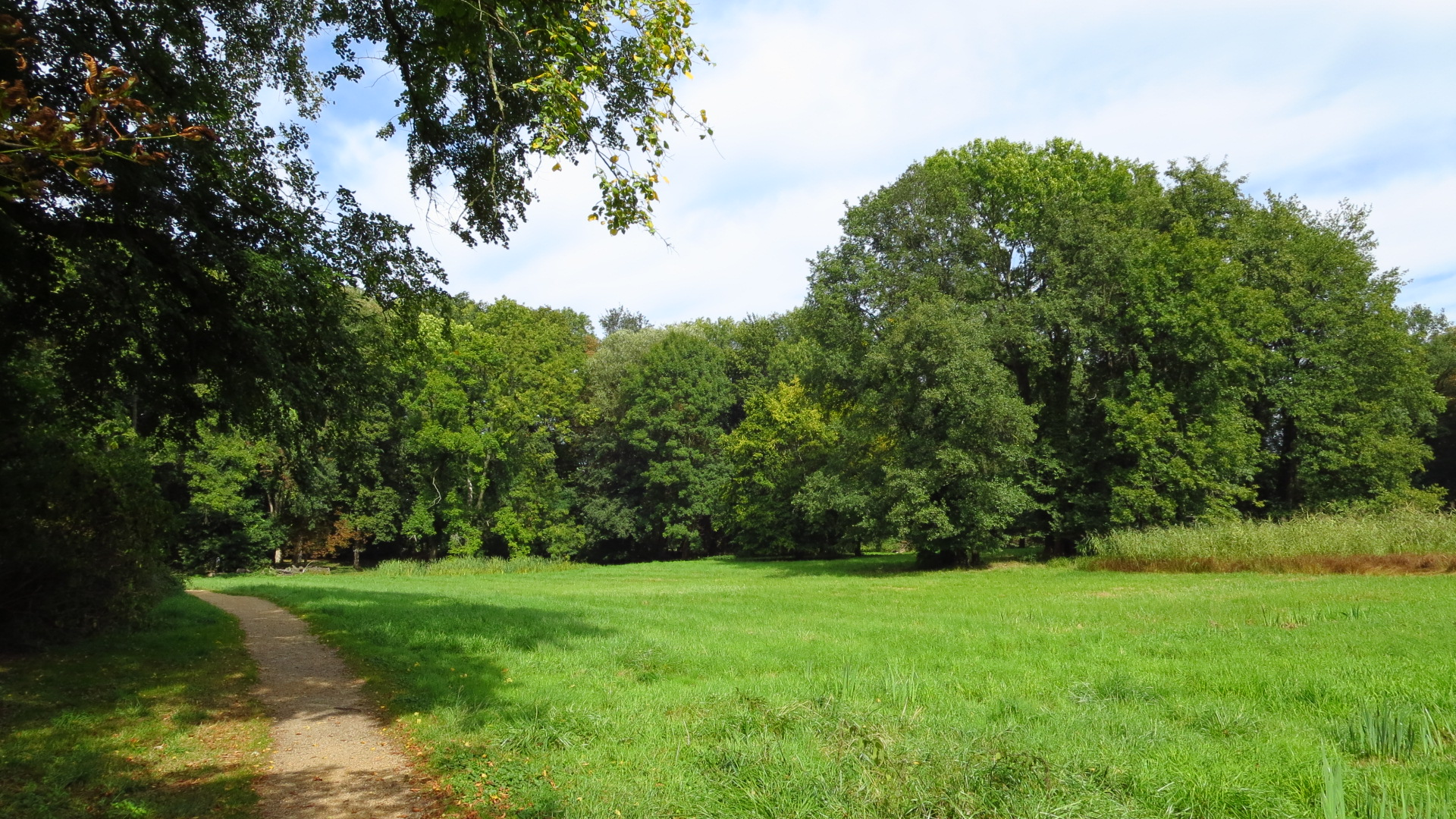
Lenné-Park

Theodor Fontane setzte der Gemeinde in den Wanderungen durch die Mark Brandenburg (Band 4) ein Denkmal, in denen er vor allem die Geschichte des Ortes und deren Familien niederschrieb und dabei auch eine detaillierte Beschreibung der Ortskirche lieferte.

### Kirche
Die evangelische Kirche Blumberg ist eine aus Feldsteinen errichtete Dorfkirche aus dem 13. Jahrhundert.

### Park
Der östlich des Ortszentrums gelegene und nur noch in Teilen erhaltene Schlosspark wurde Mitte des 19. Jahrhunderts nach Plänen Peter Joseph Lennés angelegt. 1912/13 erfolgte die Umgestaltung des Gutshauses im englischen Landhausstil. Das Zentrum des Schlossparks bildet der ehemalige Schloss-See mit einer Insel, die bis in die 1960er Jahre über eine Holzbrücke erreichbar war. Der See war bis ca. 1965 noch als Badesee nutzbar. Während der DDR-Zeit wurde er nicht mehr gepflegt und verlandete. In der Südwestecke war das so genannte Steinbassin mit dem Abfluss in den Schleuse-Graben. Am Rand des Parks steht die Rieseneiche mit einem Brusthöhenumfang von 7,50 m. 2014/15 wurde der Park im Rahmen eines Interreg IV A-Projektes teilweise wieder hergestellt.

## Infrastruktur
In Blumberg befindet sich ein bedeutender Standort der Bundespolizei. Dort ist die deutschlandweit größte Bundespolizeiabteilung mit über 800 Mitarbeitern und die Bundespolizei-Fliegerstaffel Ost stationiert.

## Söhne und Töchter des Ortes
- Christian Alexander Albrecht Carl von der Schulenburg (1773–1850), preußischer Offizier und Landrat
- Adolf Boetticher (1842–1901), Architekt und Denkmalpfleger

## Mit Blumberg verbundene Persönlichkeiten
- Roland Nicolaus (* 1954), Maler und Grafiker
- Mike David Ortmann (* 1999), Automobilrennfahrer[25]